# Brozović
BROZOVIĆ (Brosovich Brosowitsch Brozović Prosowitsch) je prezime nastalo od rodonačelnikova osobnoga svetačkog imena Broz (Ambroz, Ambrozije). Brozovi potomci su Brozovići. 

## Rod
Postoji nekoliko rodovskih zajednica istog prezimena: kvarnerski Brozovići (Selce, Kastav), goranski Brozovići (Mrkopalj) i Brozovići u današnjoj Karlovačkoj županiji. Posljednji su veća rodovska zajednica nastala vjerojatno u 15. st. na karlovačko-jaskanskom području. Prvi put se spominje pleme Brozovića u Kupčini (kraj Krašića) 1550. godine. Zatim 1598. također u jaskanskom kraju, u selu Slavetiću. U Urbaru grada Ozlja iz 1642. spominje se kmet Miko B. u Gornjem Oštrom Vrhu, te građanin Ozlja Ivan B. – brodar.
Tijekom najžešćih turskih ratova u 16. st. rod se dijeli na više ogranaka. Jedan ogranak naseljava se u karlovačkom kraju (Karlovac, Belajske Poljice, Zastinje), drugi se seli preko rijeke Kupe u susjednu Belu krajinu (selo Vinica), a treći se naseljava u ogulinskom kraju. Ondje se u matičnim knjigama ogulinske župe spominje 1733. smrt Martina B. 
Zemljišne knjige (1775.) sadrže podatke za 17 kućnih zadruga: Ogulin (Josip); Hreljin (Tome, Bartol, Mate, Valentin, Ivica, Ivica, Petar, Valentin); Gerovo (Marko); Kamenica (Gašpar, Ivan, Mikula, Petar); Tounj (Ivan, Ive, Mate). 
Nakon oslobođenja Hrvatske od Turaka, Brozovići sudjeluju 1715. u seobi Ogulinaca u južnu Ugarsku gdje se spominju u selu Maraza kraj Mohača. Zatim se sele u razdoblju od 1765. do 1768. u virovitički kraj, u selo Bačevac (16-5). 
Brozovići sudjeluju u velikom iseljeničkom valu ogulinsko-modruškog stanovništva u SAD (1890. – 1914.). Prva dva iseljenika su Josip (rođ. 1862.) i Luke (rođ. 1856.), oba iz Ogulina, a iselili su se 1895. Brozovići se trajno naseljavaju u ogulinsko-modruškoj koloniji u McKeesportu i u gradu Pittsburghu (Pennsylvania). 
Prezime Brozović potječe iz BiH.
Neke od poznatih osoba s prezimenom Brozović:
- Dalibor Brozović (Sarajevo, 1927.), hrvatski jezikoslovac
- Miroslav Brozović (Mostar, 1917. - Mostar, 2006.), hrvatski nogometni reprezentativac

Brozovići iz BiH su Hrvati po nacionalnosti (u apsolutnoj većini). U Hrvatskoj prezime Brozović je najvećim dijelom iz Ogulina, a prema nekim izvorima iz okolice Novog Vinodolskog. Razmjerno najviše Brozovića u proteklih sto godina rođeno je u Hreljinu Ogulinskom kraj Ogulina, gdje se svaki drugi stanovnik prezivao Brozović. U Hrvatskoj danas živi oko tisuću Brozovića u oko četrstopedeset domaćinstava (395. prezime prema brojnosti u RH). Podjednako ih je bilo i sredinom prošlog stoljeća. 
Glavni migracijski pravci Brozovića u prošlom stoljeću zabilježeni su iz Ogulina u Rijeku, iz Ogulina u Zagreb te iz Ogulina u Karlovac.

## Raspostranjenost Brozovića danas
Brozovići su prisutni u gotovo svim hrvatskim županijama, u ukupno 76 općina i 118 naselja, znatno više u urbanim sredinama (73%). Danas ih najviše živi u Ogulinu (300), Zagrebu (190), Karlovcu (110), Hreljinu Ogulinskom kraj Ogulina (80) i u Dugoj Resi (60).